# 朝鮮銀行
株式会社朝鮮銀行（ちょうせんぎんこう、朝鮮語: 조선은행）は、1911年に設立された日本の特殊銀行の一つである。略称は鮮銀（）または朝銀（）。

## 前身
1876年10月に釜山港が開港されると、日本の第一銀行（後の第一勧業銀行、現:みずほ銀行）は1878年6月に釜山支店を設けた。1880年5月、第一銀行は金の買付のために砂金の集散地である元山に出張所を設け、1882年11月、海関税取扱のために仁川出張所を設けた。
この頃、邦人商人の間では、不便な常平通宝 (葉銭)に代わり第一銀行発行の韓銭手形 (一種の預かり証券)が多く流通していた。便利な韓銭手形による海関税の支払いを実現するため、1884年2月、第一銀行釜山支店主任の大橋半七郎は朝鮮総税務司パウル・ゲオルク・フォン・メレンドルフと海関税取扱条約を締結した。
1902年以降大韓帝国（李氏朝鮮が1897年に改称）で第一銀行券を発行して、それを韓国の公用紙幣として流通させる権利を得て、事実上の中央銀行となった。
第一次日韓協約により目賀田種太郎が韓国の財務顧問につくと、民間銀行に過ぎない第一銀行が外国の中央銀行業務を行っている事を問題視して韓国統監伊藤博文に相談。桂太郎ら日韓併合に積極的な山県閥、第一銀行を経営する渋沢栄一と伊藤との調整の結果、併合直前の1909年に大韓帝国政府、日本皇室、韓国皇室および個人から資本金により設立された韓国銀行条例（韓国法:隆熙3年法律第22号）に基づく中央銀行・韓国銀行が設立されて、第一銀行から中央銀行業務を移管した。その韓国銀行は併合後の1911年には朝鮮銀行法（日本法:明治44年3月29日法律第48号。3月29日公布、8月15日施行）に基づく特殊銀行として「朝鮮銀行」と改称された。
なお、日韓併合時に、日本銀行券を朝鮮にも流通させようという意見が有力であったが、元老で財政通として知られていた松方正義が西南戦争の際に不換紙幣を増発して軍事費を賄ったため紙幣が暴落した苦い経験から、「朝鮮経済の不安定さがそのまま内地に影響するのはまずい」との見解を示したため、内地との間の障壁として朝鮮銀行券を発行することになったという。

## 業務
朝鮮銀行は日本政府から保護を受けて、朝鮮銀行券を発行して金貨・銀貨・日本銀行券との兌換が保障されていた。民間の普通銀行と同じような融資・手形割引などの業務も行ない、朝鮮総督府に対する資金の貸付も行った。だが、密かに日本国内企業への貸付も行って、朝鮮における産業育成という設立当初の目的から逸脱した行動をするようになり、第一次世界大戦終結後に長く続いた不況で融資の焦げ付きが明るみに出た。これに激怒した日本政府は1924年7月22日に監督権を朝鮮総督から大蔵大臣に移して（9月1日施行）、日本銀行からの緊急融資を受けて事態を乗り切った。
一方、日本軍とともに占領地へ進出したため朝鮮以外に内地及び満洲、中国北部及びシベリアに支店等を持った。後に満洲に関しては満洲国と折半で満洲興業銀行を設置して業務を譲渡している（満洲国内の中央銀行機能については満洲中央銀行が創設された）。1938年には華北を中心に中国聯合準備銀行が創設され、相互に預金を持ち合うことで大量に軍事用の通貨を発行し、満洲の軍閥の発行した通貨の整理を図った。だが、戦局の拡大とともに戦火を直接受けなかった朝鮮半島では、景気が上向いて朝鮮銀行の経営状態も改善されて1943年に不良債権を一掃した。
1916年6月9日、中国政府との間に奉天省借款100万円成立。1924年7月22日、朝鮮銀行法公布、朝鮮銀行に対する監督権を朝鮮総督から大蔵大臣に移管、同年9月1日施行。1925年8月27日、臨時株主総会を開催、半分減資・積立金全額取り崩しなどを骨子とする損失整理案を決定。1935年12月6日、満洲国幣制統一に関する業務協定に調印。1957年3月19日、朝鮮銀行の後身である日本不動産銀行設立、同年4月1日開業。

## 戦後

1946年から1950年まで使われた朝鮮銀行のロゴ。 1950年から2010年まで韓国銀行のロゴとしても使われた。

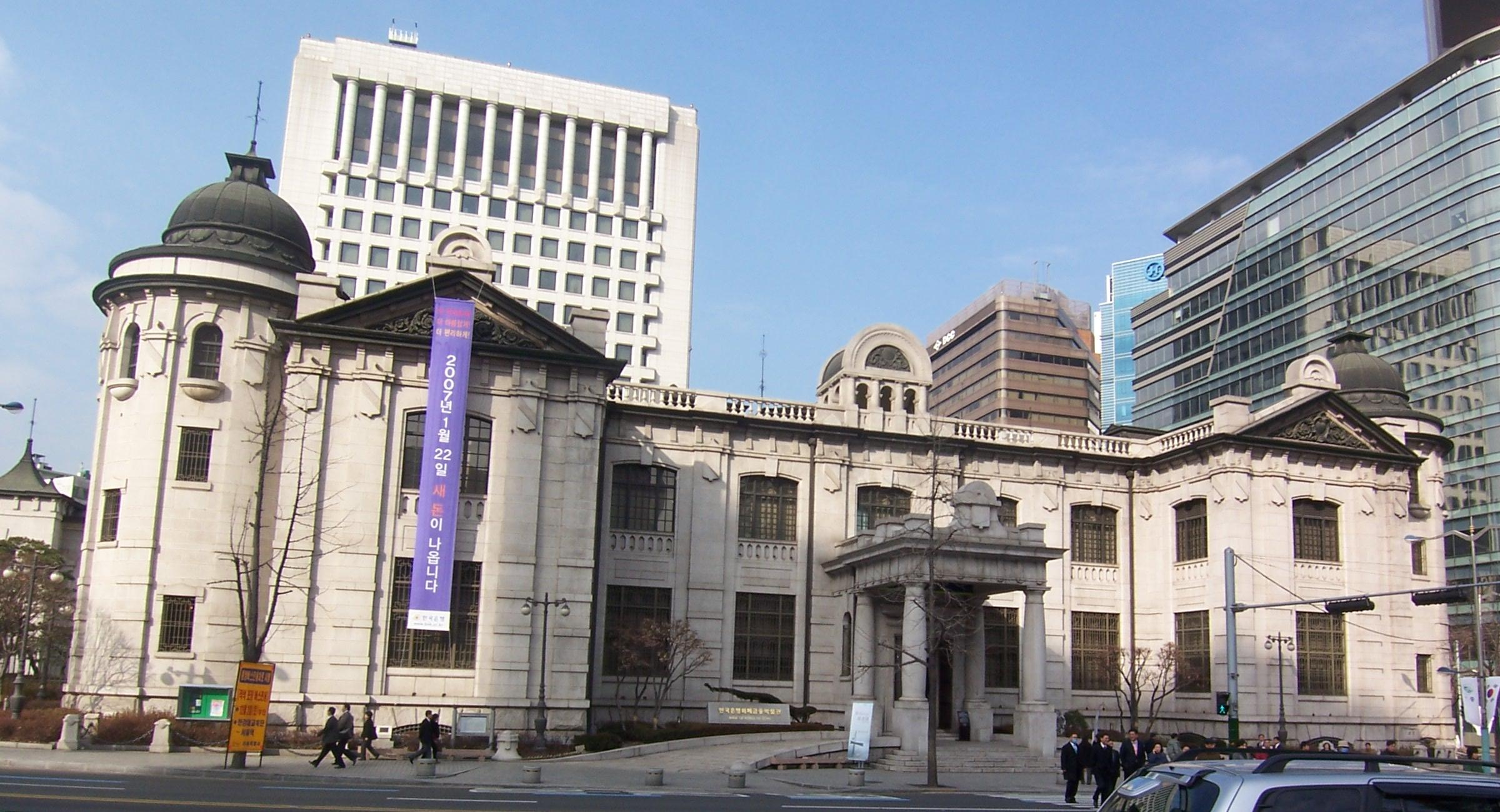
現在は韓国銀行貨幣博物館となっているソウルの旧朝鮮銀行本館。辰野金吾・中村與資平設計、ソウル特別市中区南大門路

日本の敗戦後、1945年9月末をもって最後の日本人総裁田中鉄三郎は解任され、後任にはアメリカ合衆国軍政部のローランド・スミス海軍少佐が就任して米軍の管理下に置かれたが、1950年に韓国銀行が創設されるまでの期間、38度線以南の地域で中央銀行および商業銀行としての業務を継続し、圓紙幣を発行した。

この間の1947年（昭和22年）、朝鮮銀行は台湾銀行など他の植民地中央銀行とともに閉鎖機関に指定され日本法的には解散状態となった。朝鮮にあった資産は米ソ両軍政府が接収し、接収解除後に、大蔵大臣が清算人を選任し、朝鮮銀行法により清算を行う事となっていた。のちにその一部は大韓民国と朝鮮民主主義人民共和国の中央銀行である韓国銀行・朝鮮中央銀行に払い下げされた。また日本国内の残余資産により設立された銀行が日本不動産銀行（後の日本債券信用銀行、現・あおぞら銀行）である。

米韓の軍政委譲協定により朝鮮銀行が韓国政府に委譲され、1950年6月5日に朝鮮銀行の資産負債を継承した韓国銀行が発足して韓国銀行券発行の準備にかかったが、直後の6月25日に朝鮮人民軍が宣戦布告なしに南進し朝鮮戦争が勃発した。韓国銀行では本店地下金庫の金塊と銀塊および総裁ら幹部職員は脱出させたが、6月28日にはソウル特別市が陥落し、韓国銀行券発行までの経過措置として発行・保管していた多額の朝鮮銀行券と印刷原版が北朝鮮に奪われた。北朝鮮は奪取した朝鮮銀行券のほか、原版で不法発行した銀行券を乱発し、物資調達と経済攪乱工作を進めた。これに対抗するため、韓国側は一刻も早く韓国銀行券を発行して朝鮮銀行券の通用を禁止する必要に迫られたが、戦乱下の韓国では新券発行が不可能だったため、GHQの命令で日本の大蔵省印刷局（当時は外局の印刷庁）が1950年7月から1951年3月末にかけて韓国銀行券8億4200万枚を製造・納入した。北朝鮮による朝鮮銀行券の不法発行は全流通額の3％程度と推測されるが、仁川上陸作戦で仁川、ソウルが奪還されると、同行していた韓国銀行先発隊が日本で製造された韓国銀行券と朝鮮銀行券の通貨交換を進めて朝鮮銀行券の流通を禁止し、北朝鮮の経済攪乱工作による被害を最小限に食い止めた。
1957年（昭和32年）2月11日付で当社の株式の店頭売買が廃止となった。同年3月18日付で清算結了し、7月には大蔵大臣の承認を得て、法人格が完全に消滅した。
なお、戦後に在日朝鮮人によって設立された朝銀信用組合・在日韓国人によって設立された商銀信用組合（いずれも信用組合）との関係性は無い。

## 発行紙幣

### 第一銀行期
- 1902年（明治35年）制定（同年5月31日、大蔵省に提出）の「株式会社第一銀行券規則」に基づいて発行。
  - 旧10円券（1902年12月20日発行）、旧5円券（1902年8月20日発行）、旧1円券（1902年5月20日発行）
※ 日本語で「券面の金額は在韓国各支店に於て日本通貨と引替可申候也」、朝鮮語で「此券面金額은在韓国各支店에셔日本通貨를가지고兌換흠」の記載あり。
※ 図案はいずれも渋沢栄一。
- 1903年（明治36年）改正（同年6月8日、大蔵省に提出）の「株式会社第一銀行券規則」に基づいて発行。
  - 新10円券（1904年9月1日発行）、新5円券（1904年9月1日発行）、新1円券（1904年9月1日発行）、50銭券（1904年6月発行）、20銭券（1904年6月発行）、10銭券（1904年6月発行）
※ 日・朝両語で「券面の金額は在韓国各支店に於て日本通貨と引替可申候也」の記載あり。
※ 図案は10円券・5円券・1円券が渋沢栄一、50銭券・20銭券・10銭券が鳳凰と竜。
※ 50銭券・20銭券・10銭券は、1912年3月31日限りで通用禁止。
※ 100円券・50円券の発行も計画されたが、実現しなかった。
- 1905年（明治38年、光武9年）勅令第73号「株式会社第一銀行ノ韓国ニ於ケル業務ニ関スル件」に基づいて発行。
  - 改造10円券（1909年1月4日発行）、改造5円券（1909年7月1日発行）、改造1円券（1908年8月1日発行）
※ 「大韓国金庫 株式会社第一銀行」との記載があり、急速に普及した。
※ 「光武九年一月大韓国政府の公認に依りて公私去来に無制限で通用す」（各券共通、朝鮮語）、「明治三十八年勅令第七十三号に依り発行するもの也」（1円券、日本語）、「券面の金額は在韓国各支店に於て日本通貨と引替可申候也」（各券共通、日・朝両語）の記載あり。
※ 図案は10円券が昌徳宮宙合楼、5円券が景福宮光化門、1円券が水原華城華虹門。

### 韓国銀行期
- 1909年（明治42年、隆熙3年）韓国法律第22号「韓国銀行条例」に基づいて発行。
  - 10円券（1911年8月1日発行）、5円券（1911年8月1日発行）、1円券（1910年12月21日発行）
※ 朝鮮語で「隆熙三年七月法律第二十二号韓国銀行条例を遵奉して発行す」、「此券と相換で金貨或は日本銀行兌換券にて金○円を出給す」の記載あり。
※ 図案は第一銀行の改造券の各券種と同じ。

### 朝鮮銀行期

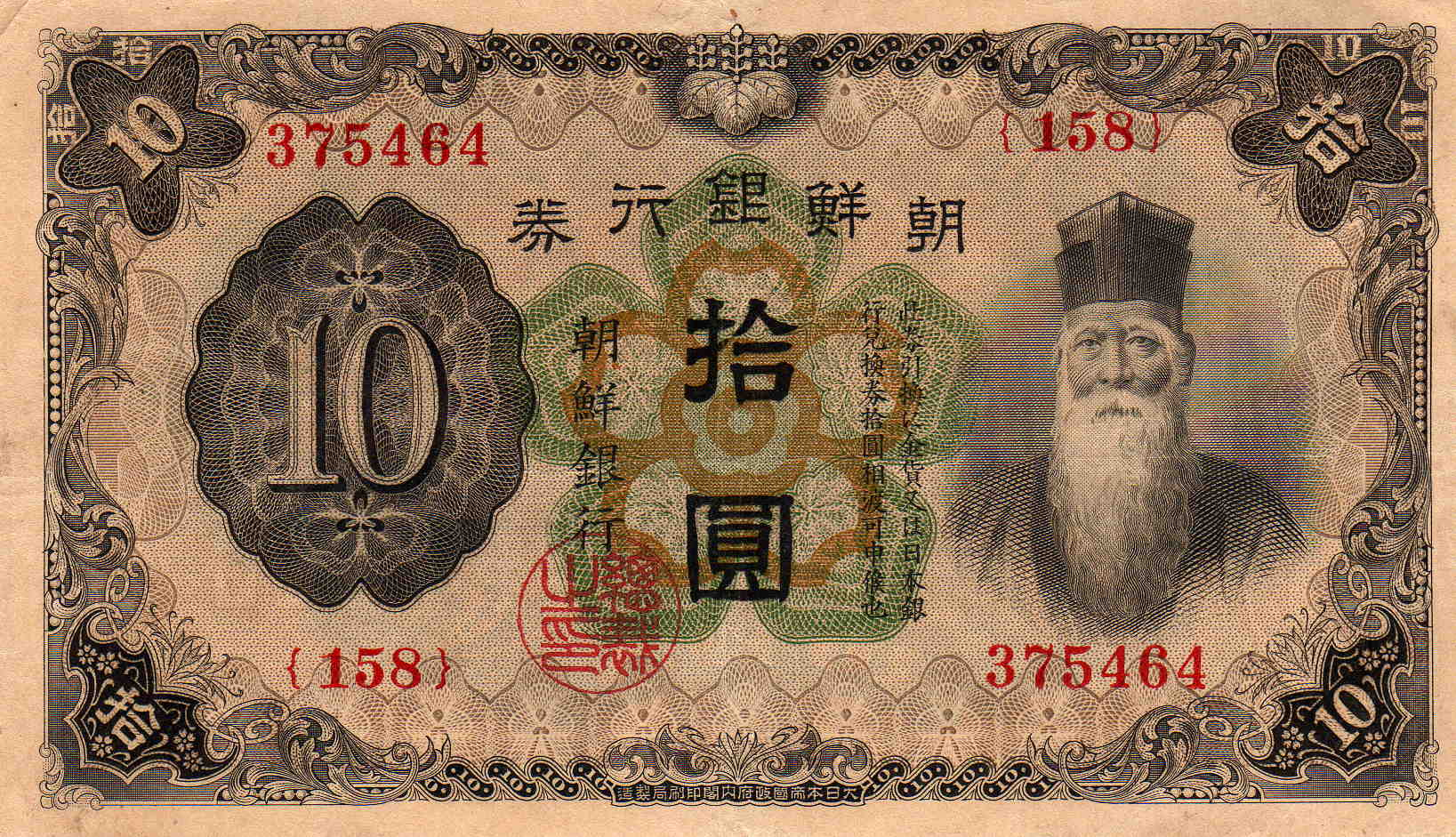
朝鮮銀行10円紙幣（1944年発行）

- 1911年（明治44年）法律第48号「朝鮮銀行法」（同年8月15日施行）に基づいて発行。
  - 100円券（1914年9月1日発行、図案は大黒天）、10円券（1915年11月1日発行、寿老人）、5円券（1915年11月1日発行、寿老人）、1円券（1915年1月4日発行、寿老人）
※ 日本語で「明治四十四年三月法律第四十八号朝鮮銀行法ヲ遵奉シテ発行スルモノ也」、「此券引換に金貨又は日本銀行兌換券○円相渡可申候也」の記載あり。
※ 寿老人の肖像は朝鮮の政治家・思想家である金允植をモデルとしたものといわれている。
  - 改造100円券（1938年12月1日発行）、改造10円券（1932年6月1日発行）、改造5円（1935年6月1日発行）、改造1円（1932年1月4日発行）
※ 図案はすべて寿老人。
- 1942年（昭和17年）法律第67号「日本銀行法」に基づく内地での不換紙幣発行に関連して発行（記号・番号あり）。
  - 甲100円券（1944年11月1日発行）、甲10円券（1944年2月1日発行）、甲5円券（1944年2月1日発行）
※ 日本語で「此券引換に日本銀行券○円相渡可申候也」の記載あり。
※ 図案はすべて寿老人。
- 記号のみで番号が省略された紙幣の発行（1944年以降）。
  - 甲10円券（1944年5月10日、11月15日（漉かし変更）発行）、甲5円券（1945年2月15日発行）、改造1円券（1944年10月15日発行）
※ 図案はすべて寿老人。
- 太平洋戦争終戦（1945年8月15日）直後の発行（番号なし）。
  - 乙100円券（1945年9月1日発行）、乙10円券（1945年12月10日発行）、乙1円券（1945年10月10日発行）
※ 図案はすべて寿老人。
※ 1000円券の発行も予定された（1945年9月1日、図案は寿老人）が、中止された。また、台湾銀行と同様に、日本銀行券の甲1000円券（図案は日本武尊）に「朝鮮銀行券」と加刷した1000円券の発行も予定された（発行予定日は不明）が、中止された。

## 歴代総裁
1. 市原盛宏 : 1909年10月29日 - 1915年10月5日
2. 勝田主計 : 1915年12月14日 - 1916年10月9日
3. 美濃部俊吉 : 1916年11月2日 - 1924年2月1日
4. 野中清 : 1924年2月1日 - 1925年7月17日
5. 鈴木島吉 : 1925年7月17日 - 1927年12月8日
6. 加藤敬三郎 : 1927年12月8日 - 1937年12月7日
7. 松原純一 : 1937年12月8日 - 1942年12月8日
8. 田中鉄三郎 : 1942年12月8日 - 1945年9月30日閉鎖